# Головне дзеркало

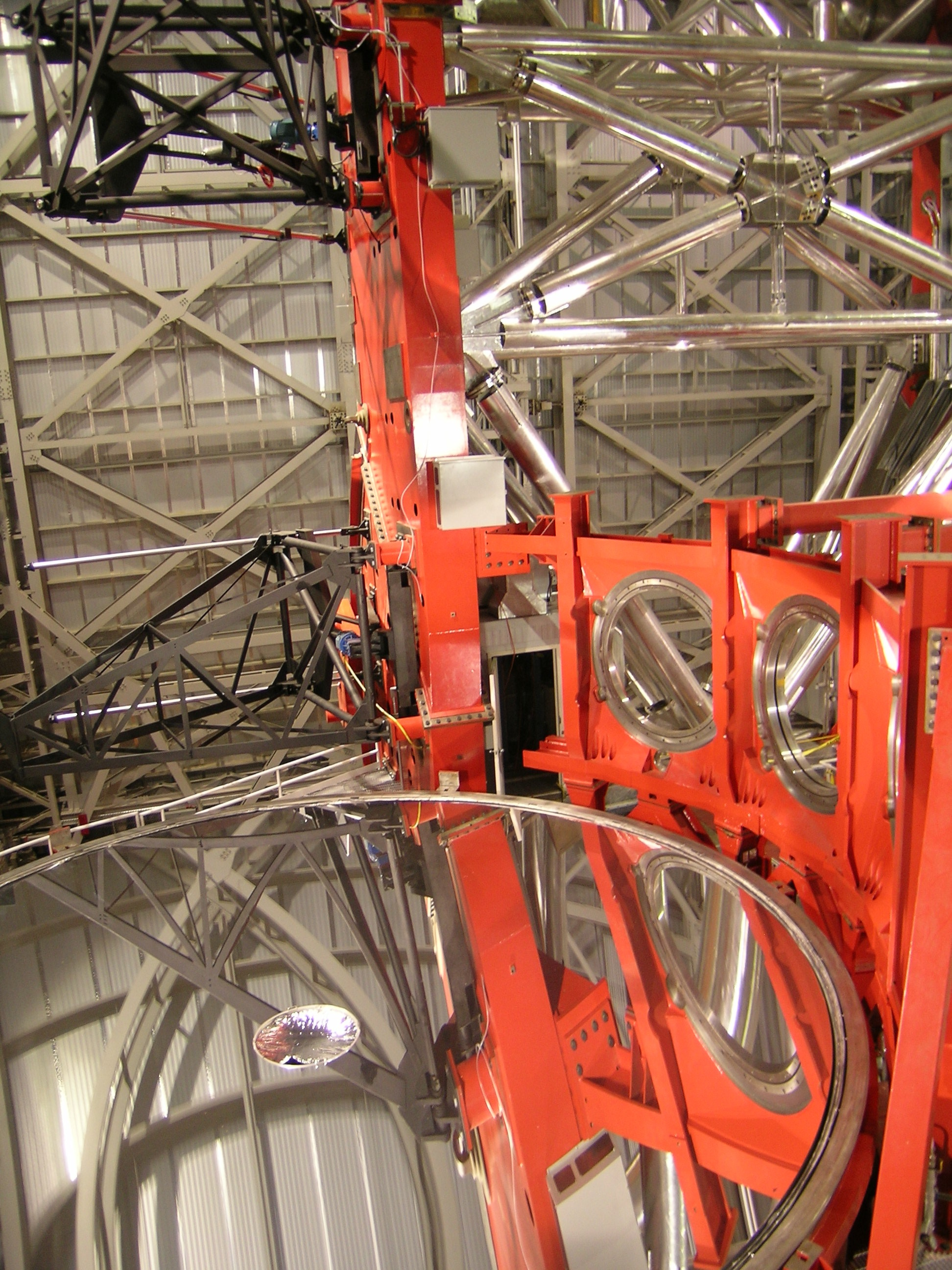
Найбільше несегментоване дзеркало в оптичному телескопі у 2009 році, одне з двох дзеркал Великого бінокулярного телескопа.

Головне дзеркало (або первинне) — це головна світлозбиральна поверхня (об'єктив) телескопа-рефлектора.

## Опис

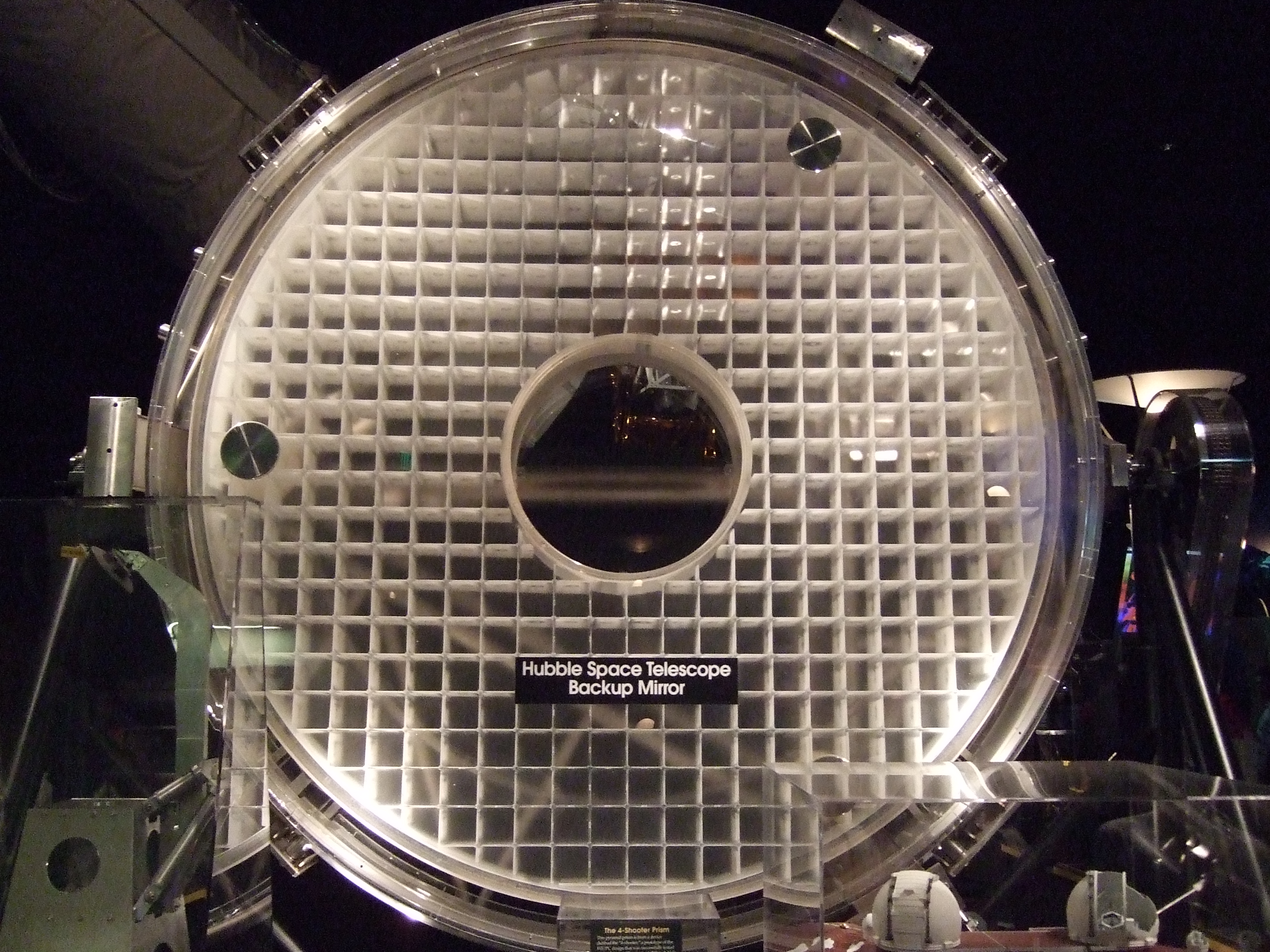
Правильно відшліфоване резервне основне дзеркало, створене компанією Eastman Kodak для космічного телескопа "Хаббл" (дзеркало ніколи не було покрите відбивною поверхнею, тому видно його стільникову структуру). Зараз воно зберігається в Національному музеї авіації та космонавтики у Вашингтоні, округ Колумбія.

Головне дзеркало телескопа, що відбиває, — це сферичної або параболічної форми диск з полірованого відбиваючого металу (до середини 19 століття — з спекулум-металу), а в пізніших телескопах — зі скла або іншого матеріалу, покритого відбиваючим шаром. Один з перших відомих рефлекторних телескопів, рефлектор Ньютона 1668 року, використовував головне дзеркало з полірованого металу діаметром 3,3 см. Наступною важливою зміною було використання срібла на склі замість металу, як це було у 19 столітті рефлектором Crossley. На зміну йому прийшов алюміній, нанесений у вакуумі на скло, який використовувався на 200-дюймовому телескопі Галея.
Тверді первинні дзеркала повинні витримувати власну вагу і не деформуватися під дією сили тяжіння, що обмежує максимальний розмір цільного первинного дзеркала.
Сегментовані конфігурації дзеркал використовуються для того, щоб обійти обмеження на розмір одного головного дзеркала. Наприклад, гігантський Магелланів телескоп матиме сім 8,4-метрових головних дзеркал з роздільною здатністю, еквівалентною оптичній апертурі 24,5 м (80,4 футів).

## Первинні дзеркала чудової якості

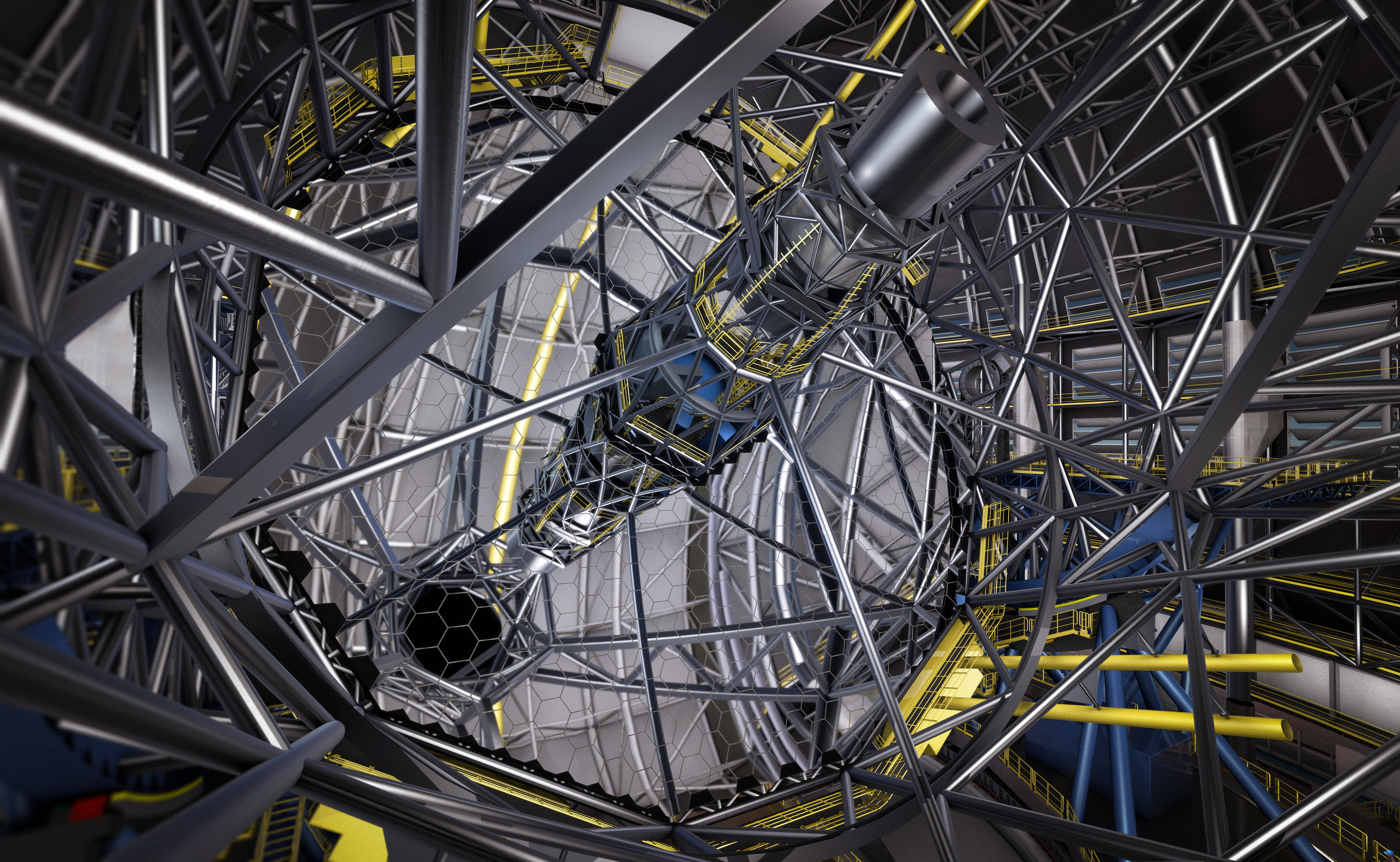
Художній рендеринг головного дзеркала ELT.

Рендеринг художника основного дзеркала ELT . 
Найбільшим оптичним телескопом у світі станом на 2009 рік, який використовує несегментоване одинарне дзеркало як головне, є 8,2 м (27 футів) телескоп SubaruНаціональної астрономічної обсерваторії Японії, розташований в обсерваторії Мауна-Кеа на Гаваях з 1997 року; однак це не найбільше за діаметром одинарне дзеркало в телескопі, американський/німецький/італійський Великий бінокулярний телескоп має два дзеркала по 8,4 м (28 футів) (які можуть використовуватися разом для інтерферометричного режиму). Обидва дзеркала менші за 10-метрові сегментовані головні дзеркала подвійного телескопа Кека. Космічний телескоп Габбл має головне дзеркало 2,4 м (7 футів 10 дюймів).
Радіо- і субміліметрові телескопи використовують набагато більші тарілки або антени, які не повинні бути виготовлені так само точно, як дзеркала, що використовуються в оптичних телескопах. Телескоп Аресібо використовував 305-метрову антену, яка була найбільшим у світі радіотелескопом з однією антеною, закріпленою на землі. Телескоп Грін-Бенк має найбільшу в світі керовану одиночну радіоантену діаметром 100 м. Існують більші радіорешітки, що складаються з декількох антен, які мають кращу роздільну здатність зображення, але меншу чутливість.